# Никога в неделя
„Никога в неделя“ (на английски: Never on Sunday; на гръцки: Ποτέ Την Κυριακή) е гръцки черно-бял филм от 1960 г. на режисьора Жул Дасен по негов сценарий.

## Сюжет
Филмът разказва историята на гръцката проститутка Иля и американския турист Хоумър, очарован от всичко гръцко, който е твърдо решен да поведе Иля по правия път.

## В ролите
| Актьор              | Роля      |
| ------------------- | --------- |
| Мелина Меркури      | Иля       |
| Жул Дасен           | Хоумър    |
| Йоргос Фундас       | Тонио     |
| Титос Вандис        | Йорго     |
| Мицос Лигизос       | Капитанът |
| Деспо Диамантиду    | Деспо     |
| Димитрис Папамихаил | Моряк     |
| Алексис Соломос     | Noface    |
| Федон Георгицис     | Моряк     |
| Никос Фермас        | Келнер    |

## Номинации и награди
- Кинофестивал в Кан (1960) – Награда за най-добра актриса на Мелина Меркури
- Награди „Оскар“ (1960) – Награда за песен: Ta paidia tou peiraia на Манос Хадзидакис, изпълнена от Мелина Меркури. Филмът има още 4 номинации за „Оскар“ – за режисура, за най-добра актриса на Мелина Меркури, за сценарий и за костюми за черно-бял филм.
- Награди на БАФТА: 2 номинации – за най-добър филм и чуждестранна актриса на Мелина Меркури